# 君のためにできること (GACKTの曲)
『君のためにできること』（きみのためにできること）は、2001年にGacktが発表した楽曲、および同曲を収録したシングル。通算8枚目のシングルである。発売元は日本クラウン。

## 概要
- 2001年の第1弾シングル。前作『Secret Garden』から、5か月でのリリースとなった。
- この曲で初めて『HEY!HEY!HEY! MUSIC CHAMP』と『うたばん』に出演した。

## 収録曲
作詞・作曲：Gackt.C 編曲：Gackt C.／Chachamaru
1. 君のためにできること (4:19)
TBS系『COUNT DOWN TV』エンディング・テーマ。
「愛」をテーマに、それを前面に押し出した作品で、Gackt曰く「僕の恋愛観を主体的に初めて書いた歌」とのこと。
Gacktのシングル表題曲で、ライブツアーで本楽曲を演奏する際、シングルバージョンで演奏されていない楽曲となっている[1]。
また、Gacktのシングルでは、アルバムに収録されることが28枚目の「Jesus」と並んで多い曲でもある。2枚目のアルバム『Rebirth』にはイントロとアウトロが追加されたアルバムバージョンが、ベストアルバム『THE SEVENTH NIGHT 〜UNPLUGGED〜』にはアコースティックバージョンが、ベストアルバム『THE SIXTH DAY 〜SINGLE COLLECTION〜』にはAメロとBメロのボーカルがリテイクされ、サビの部分がオーバーダブとなった再録バージョンが、『BEST OF THE BEST vol.1 -MILD-』にはキーを1つ下げ、ボーカルがすべてリテイクされた別の再録バージョンが、リミックスアルバム『GACKTracks -ULTRA DJ ReMIX-』には『BEST OF THE BEST vol.1 -MILD-』の再録バージョンを基にしたリミックスバージョンが収録された。サウンドトラック『「SLO-PACHINKO GLADIATOR EVOLUTION」 Original Soundtrack』には『THE SIXTH DAY 〜SINGLE COLLECTION〜』バージョンで収録された。なお、シングルバージョンは他のどのアルバムにも収録されておらず、本作のみに収録されている。
2. Cube (5:15)
後に、27枚目のシングル『RETURNER 〜闇の終焉〜』にてライブバージョンが、リミックスアルバム『GACKTracks -ULTRA DJ ReMIX-』にはリミックスバージョンが収録された。ちなみに、シングルバージョンは、他のどのアルバムにも収録されておらず、本作のみに収録されている。
なお、2枚目のアルバム『Rebirth』には、本楽曲は収録されなかったものの、アルバムツアー『Gackt Live Tour 2001 Requiem et Réminiscence 〜鎮魂と再生〜』では本楽曲が演奏された。
3. 君のためにできること (Instrumental）(4:10)

## 楽曲の収録アルバム
- Rebirth (#1、アルバムバージョン)
- THE SIXTH DAY 〜SINGLE COLLECTION〜 (#1、再録バージョン)
- THE SEVENTH NIGHT 〜UNPLUGGED〜 (#1、アコースティックバージョン)
- 「SLO-PACHINKO GLADIATOR EVOLUTION」 Original Soundtrack (#1、再録バージョン)
- BEST OF THE BEST vol.1 -MILD- (#1、再録バージョン)
- GACKTracks -ULTRA DJ ReMIX- (#1、#2リミックスバージョン)